# Хришћанска назаренска заједница
Хришћанска назаренска заједница је верска заједница чије се учење заснива искључиво на Светом писму. У Србији седиште јој је у Новом Саду. Колико је познато, Назарени су распрострањени у 20 држава широм света: Мађарска, Аустрија, Канада, Сједињене Америчке Државе, Немачка, Аустралија, Јапан, Бразил, Мексико, Украјина, Словачка, Румунија, Србија, Хрватска, Македонија, Индија, Гана, Израел, Папуа Нова Гвинеја и Швајцарска. Назарени немају сопствени грб и обележја.

## Назарени у нашим крајевима
Припадници су одбацили крштење деце, војничку службу (и нарочито оружје) и полагање заклетве, и јавни живот са науком, културом и политиком. "Нововерци" или "бугери" (како су их звали по Бачкој) нису признавали националну припадност и прошлост и подривали су српско народно јединство и православље. Живели су по неким библијским начелима, мимо цивилизације и времена, затворени у својим полуотвореним "скупштинама". Окупљали су се искључиво недељом и признавали само Свето Писмо за богослужбену књигу. Било је мишљење да су постали претња држави и православљу због своје почетне масовности, при чему су и многи до тада црквени људи по селима, њима пришли. Назарени су масовно осуђивани на вишегодишње затворске казне, највише зато што су одбијали да носе оружје и служе војни рок.
Јавили су се прво у Варадинској регименти у Срему, а први припадници били су Срби православци и католици. Почело је 1862. године, тако што је неколико сремских граничара одбило заповест, да узме пушку и иде на стражу - јер им вера забрањује. Назарени нису били признати од стране аустроугарске државе, чак су строго и телесно кажњавани, па су деловали тајно. Издата је 13. августа 1868. године једна државна наредба уперена против њих, јер су игнорисали друштвене и правне норме и законе. Покрет је најпре ојачао у Срему, одакле се преко Сурдука ширио по Банату и Србији. У јужном Банату села Идвор и Фаркаждин су била 1890. године њихова главна упоришта. Владимир Димитријевић православни теолог се први позабавио њима код Срба. Анализирао је њихово деловање и писао књиге и чланке; као стручњак указао на опасност по православне народе. Српски радикали у Војводини оштро супротстављени српском православном клиру, ишли су им мање-више на руку. Велики српски песник Јован Јовановић Змај је тако превео на српски језик њихову песмарицу "Харфу Сиона". А радикалски вођ, новинар Јаша Томић написао је роман "Назарени", у којем их је (као њима близак) приказао као мученике.
Министарство вера КСХС је у фебруару 1925. наредило полицијским властима да забрани рад назаренским и адвентистичким удружењима и да "агитаторе" и проповеднике похапсе и предају суду. Каже се да се у годинама пре овога број присталица "разних верских секти", нарочито ове две, нагло повећао, нарочито у Војводини, где "читава српска села припадају овим двема сектама". Такође их има у знатном броју у Обреновцу, имају своју цркву у Аранђеловцу (не каже се да ли назарени или адвентисти). Рачунало се да их, у ове две групе, има 150.000.
Због њихове преданости Богу и бескомпромисном животу по Библији Назарени су у великој мери прогањани на просторима бивше СФРЈ. Некада је назаренска заједница била једна од бројнијих у Србији док на сцену није ступио комунизам. Такво уређење је забранило члановима ове заједнице да веру преносе на децу, и воде разговор о вери са било ким. Тако да је данас број Назарена спласнуо и стагнира. Што се тиче распрострањености по Србији, углавном су распрострањени по Војводини. Некада је на простору Југославије постојало 360 назаренских цркава. Данас их у Србији има приближно 50.

## Објекти - Скупштине
Своју цркву, Назарени зову скупштином. За време службе, верници седе у клупама, при чему мушкарци и жене не седе заједно. Седиште Хришћанске назаренске заједнице је у Новом Саду.
Адресе неких назаренских скупштина:
| Град/место   | Адреса                |
| ------------ | --------------------- |
| Нови Сад     | Валентина Водника 12  |
| Београд      | Таковска 49а          |
| Земун        | Светосавска 16        |
| Панчево      | Цара Лазара 4         |
| Зрењанин     | Таковска 23           |
| Вршац        | Светозара Милетића 33 |
| Стара Пазова | Јана Колара 8         |

## Богослужење
Богослужење траје између сат и сат и по времена. Служба почиње једном песмом коју пева хор. Затим за говорницу излази проповедник који прочита неки одломак из Светог Писма (најчешће једно поглавље). Након читања, следи молитва. Проповедник се моли Богу на глас, док и проповедник и верници клече. Након молитве следи анализа прочитаног текста, што је најдужи део службе. Када се заврши проповед, следе још две песме хора и још једна молитва. Молитве се завршавају речима у име Исуса Христа. Проповедници нису плаћени, а приликом службе не носе одежде, већ кошуље и сакое. Осим одржавања службе, некада се организује само хор. Осим службе и хора, Назарени не обављају никакве обреде, нити имају било какве ритуале.

## Начин живота назаренске заједнице
- Код верника ове цркве нема забављања младих пре брака, у који могу ступити само муж и жена из те цркве. Међу Назаренима нема пушача.
- Верници ове заједнице не славе крсну славу.
- Жене у овој цркви не носе накит и шминку.
- Не практикују кађење.
- Мушкарци не смеју бити покривене главе.
- Жене у току службе и молитве морају имати покривену главу.
- Не крсте малу децу, већ сматрају да је крштење самостална одлука одрасле особе, јер само одрасла особа која одговара за своје поступке може и треба да се покаје.
- Не практикују иконе.

## Веровања
Назарени верују у Свето тројство које чине Бог отац, син (Исус Христос) и Свети Дух. Верују у постојање раја и пакла. Немају јасан став по питању предестинације (тезе да је човеку судбина одређена пре рођења), већ сматрају да је неким делом судбина одређена, али да човек својим понашањем може деловати на промену те судбине.

## Разлике од других заједница
Назаренски проповедници и старешине нису плаћени. Верници и посетиоци нису дужни да остављају материјални прилог. Назарени немају свој превод, Библије. Користе локалне преводе Светог писма, односно широм света користе на сваком језику.

## Галерија
- Скупштина у Новом Саду
- Скупштина у Вршцу
- Скупштина у Зрењанину
- Скупштина у Земуну